# Cándido Cartón
Cándido Cartón (c. Madrid, España, 1900 - Buenos Aires, Argentina, 1970) fue verdugo de las Audiencias de Sevilla (1936-39) y Madrid (1940-49). Junto con Florencio Fuentes Estébanez fue el último verdugo que estuvo activo durante la República española y principios del franquismo.
Hizo la guerra civil española en el ejército nacional, encuadrado en una unidad de la Legión. Cuando fue requerido, actuó como verdugo con los presos de la Cárcel de Sevilla y Córdoba durante la guerra siendo por tanto un instrumento de la represión política del franquismo.
Al finalizar la guerra había perdido a su familia y solicitó reincorporarse a su puesto como verdugo pero esta vez dependiendo de la Audiencia de Madrid. En 1950 dimitió de su función y emigró a Buenos Aires donde residió hasta su fallecimiento.

## Reos ejecutados por Cándido Cartón (incompleta)
- Manuel Gallego Fernández (Sevilla, 8 de marzo de 1937)[3]
- Manuel González Rubio (Sevilla, 10 de marzo de 1937)[3]
- José Galán Bernal (Sevilla, 11 de octubre de 1937)[3]
- José Muñoz Mesa (Sevilla, 5 de febrero de 1938)[3]
- Ana París García (Sevilla, 5 de febrero de 1938)[3]
- Miguel Sánchez Torres (Sevilla, 5 de febrero de 1938)[3]
- Miguel Ortega Fernández (Sevilla, 5 de febrero de 1938)[3]
- Mateo Guerrero Muñoz (Córdoba, 10 de febrero de 1938)
- José Herencia Romero (Córdoba, 10 de febrero de 1938)
- Antonio Carrillo Latorre (Córdoba, 10 de febrero de 1938)
- Fernando Rodríguez Liñán (Córdoba, 10 de febrero de 1938)
- Miguel Rodríguez Liñán (Córdoba, 10 de febrero de 1938)
- Antonio Pérez Cabeza (Sevilla, 7 de marzo de 1938)[3]
- Francisco Bravo Expósito, (a) Sultán (Córdoba, 10 de marzo de 1938)
- José María Arquillo Medel  (Córdoba, 10 de marzo de 1938)
- Antonio Pino Fernández  (Córdoba, 21 de mayo de 1938)
- Rafael García Torrico (Córdoba, 27 de junio de 1938)
- Carmelo Iglesias Muñoz (Madrid, 9 de diciembre de 1941)[4]
- Cristino García (Madrid, 1945)
- José Vitini Flores (Madrid, 1945)